# Maladie dégénérative
Les maladies dégénératives sont des maladies (souvent génétiques) dans lesquelles un ou plusieurs organes sont progressivement dégradés. Les causes peuvent être l'accumulation de produits biologiques ou de toxines aussi bien que l'absence prolongée d'une substance biologique qui entraîne alors la dégénérescence progressive des organes concernés.
Cette caractéristique en fait souvent des maladies particulièrement difficiles pour le patient et son entourage car les symptômes évoluent lentement mais sûrement vers un handicap important.
Traitées à temps, les maladies dégénératives peuvent être réduites, mais non guéries[réf. nécessaire].

## Exemples
- Diabète et ses complications
- Myofasciite à macrophages
- Maladie neurodégénérative (ex. maladie d'Alzheimer, maladie de Parkinson, sclérose en plaques)
- Myopathies qui entraînent une dégénérescence du tissu musculaire.
- Maladie de Hunter qui entraîne la dégénérescence de presque tous les organes.